# محمد غنیمی هلال
محمد غنیمی هلال (۱۹۱۷ - ۱۹۶۸) منتقد ادبی اهل مصر و دانش‌آموختهٔ دانشگاه سوربن بود. او پایه‌گذار ادبیات تطبیقی عربی به شمار می‌آید و شهرتش خصوصاً برای کتابش تحت‌عنوان ادب‌المقارن (ادبیات تطبیقی) است.

## آثار
- الأدب المقارن
- النقد الأدبی الحدیث
- الرومانتیکیة
- قضایا معاصرة فی الأدب والنقد
- المواقف الأدبیة